# قلعة أغا خان ليراوي
قلعة أغا خان ليراوي (بالفارسية: قلعه آقا خان لیراوی) هي قلعة تاريخية تعود إلى عصر القاجاريون، وتقع في مقاطعة ديلم.